# Eleccions a l'Assemblea de Hokkaidō de 2019
Les Eleccions a l'Assemblea de Hokkaidō de 2019 (2019年北海道議会議員選挙, 2019-nen Hokkaidō Gikai giin senkyo) foren unes eleccions a l'Assemblea de Hokkaidō celebrades el diumenge 7 d'abril de 2019 en el marc de les eleccions locals unificades del Japó de 2019. En elles es triaren els 100 membres de la cambra parlamentaria de Hokkaido mitjançant un sistema de vot únic no transferible i per un mandat de quatre anys.
Com que no es presentaren més candidats que els escons a repartir, no se celebraren les eleccions a les següents circumscripcions: Toyohira, Kiyota, Minami, Muroran, Abashiri, Wakkanai, Nemuro, Takikawa, Noboribetsu, Date, Hokuto, la subprefectura de Shiribeshi, la subprefectura d'Iburi, la subprefectura de Hidaka, la subprefectura d'Oshima, la subprefectura de Kamikawa, la subprefectura de Sōya, la subprefectura d'Okhotsk, la subprefectura de Tokachi i la subprefectura de Kushiro; en totes elles els candidats van ser elegits de manera automàtica.
Els guanyadors van ser els candidats del Partit Liberal Democràtic (PLD), de centre-dreta, aconseguint majoria absoluta a la cambra i millorant els seus resultats previs. Els comunistes van ser novament perjudicats pel sistema electoral, ja que aconseguint més vots que els demobudistes del Kōmeitō, el PCJ tragué menys escons. El Partit Democràtic per a la Gent, de centre reformista, no va aconseguir representació.

## Candidatures
| Candidatura | Candidatura                                   | Candidats |
| ----------- | --------------------------------------------- | --------- |
|             | Partit Liberal Democràtic (PLD)               | 54        |
|             | Partit Democràtic Constitucional (PDC)        | 30        |
|             | Kōmeitō (KMT)                                 | 8         |
|             | Partit Comunista del Japó (PCJ)               | 12        |
|             | Partit Democràtic per a la Gent (PDG)         | 2         |
|             | Nippon Ishin no Kai (Ishin)                   | 1         |
|             | Partit Conservador Popular de Hokkaidō (PCPH) | 2         |
|             | Candidats independents                        | 25        |

## Resultats

### Generals
|              |                                        |           |       |        |     |
| Partit       | Partit                                 | Vots      | %     | Escons | +/– |
|              | Partit Liberal Democràtic              | 722.666   | 41,32 | 51     | 1   |
|              | Partit Democràtic Constitucional       | 425.549   | 24,33 | 24     | 2   |
|              | Independents                           | 194.640   | 11,13 | 14     | 1   |
|              | Kōmeitō                                | 157.365   | 9     | 8      | =   |
|              | Partit Comunista del Japó              | 159.827   | 9,14  | 3      | 1   |
|              | Partit Democràtic per a la Gent        | 25.107    | n/a   | 0      | 1   |
|              | Nippon Ishin no Kai                    | 8.143     | n/a   | 0      | =   |
|              | Partit Conservador Popular de Hokkaidō | 7.143     | n/a   | 0      | Nou |
| Total        | Total                                  | 1.700.440 |       | 100    | 0   |
|              |                                        |           |       |        |     |
| Vots vàlids  | Vots vàlids                            | n/a       | -     |        |     |
| Vots nuls    | Vots nuls                              | n/a       | -     |        |     |
| Participació | Participació                           | 1.748.886 | 56,6  |        |     |
| Cens         | Cens                                   | 3.088.463 |       |        |     |
| Font:        |                                        |           |       |        |     |